# Sedlari (Valjevo)
Sedlari (Servisch cyrillisch Седлари) is een plaats in de Servische gemeente Valjevo. De plaats telt 1313 inwoners (2002).

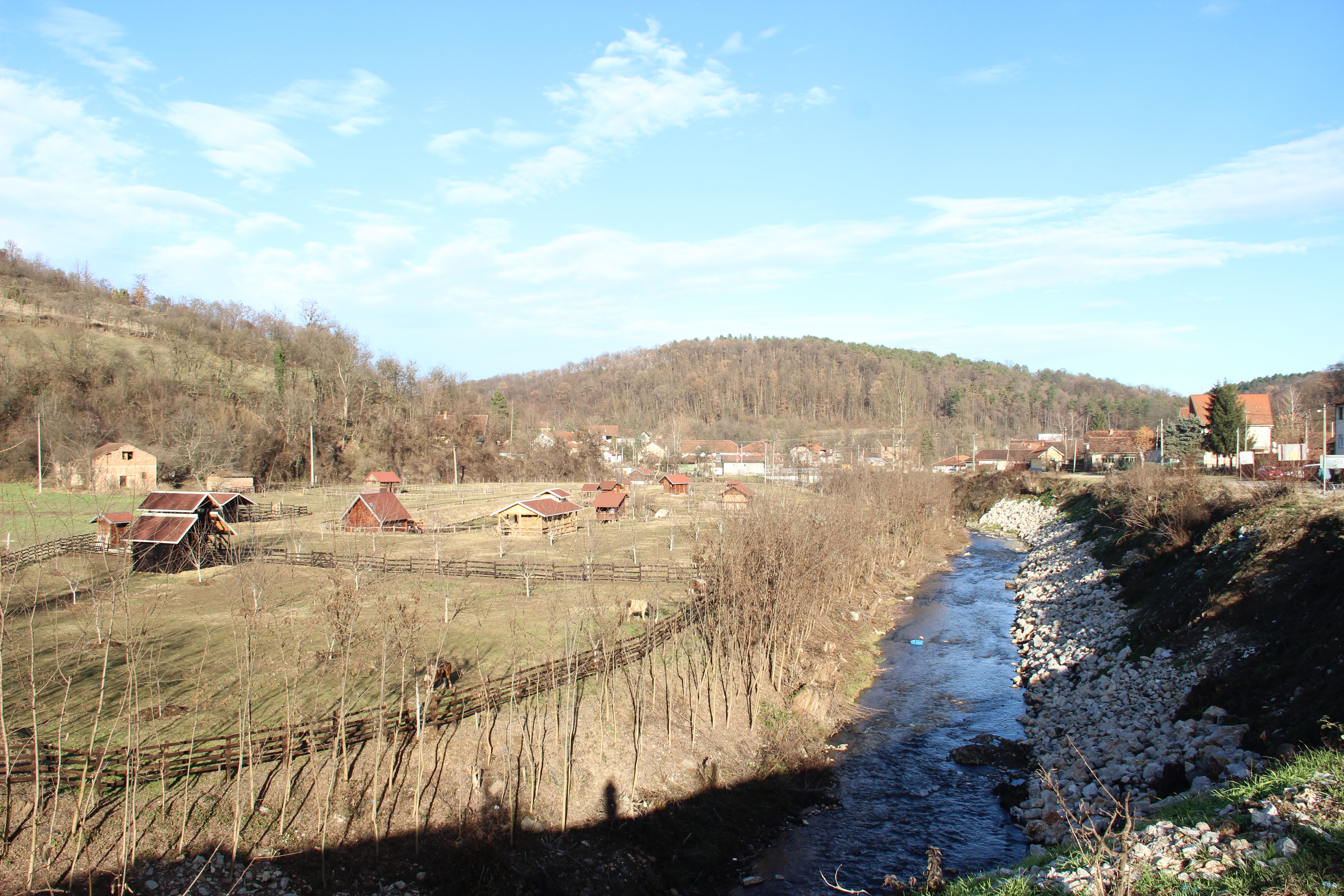
Sedlari - panorama
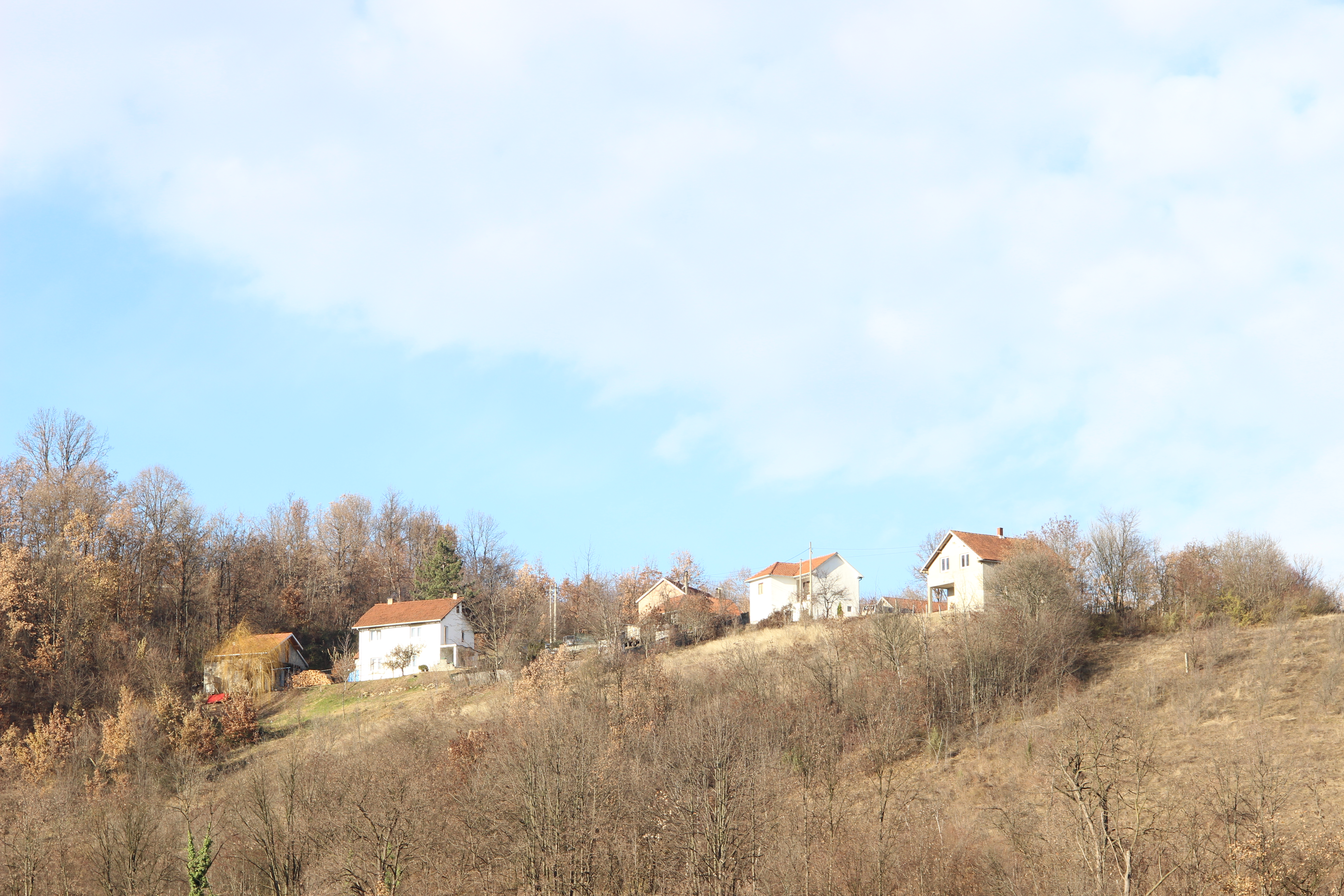
Sedlari - panorama
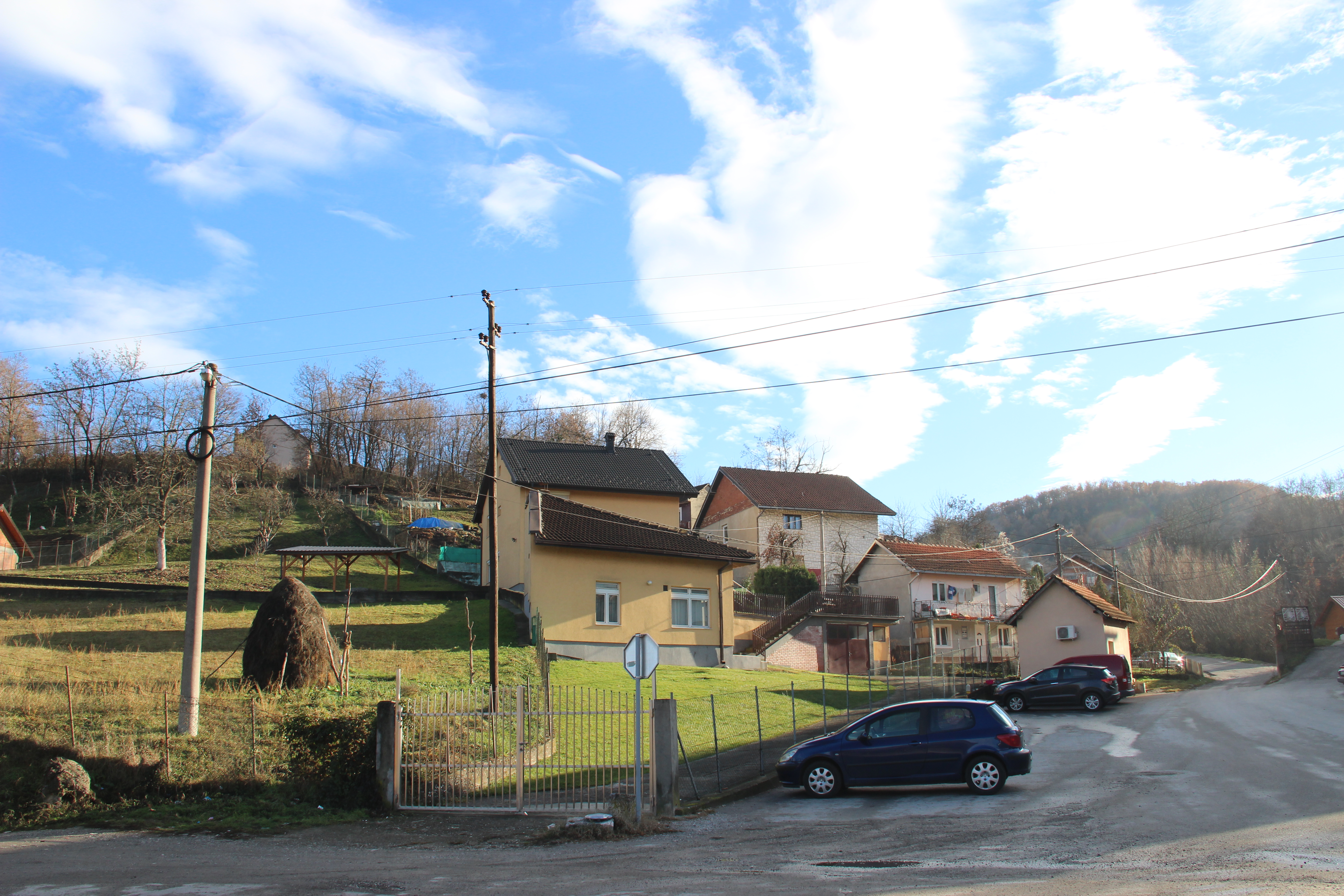
Sedlari - panorama
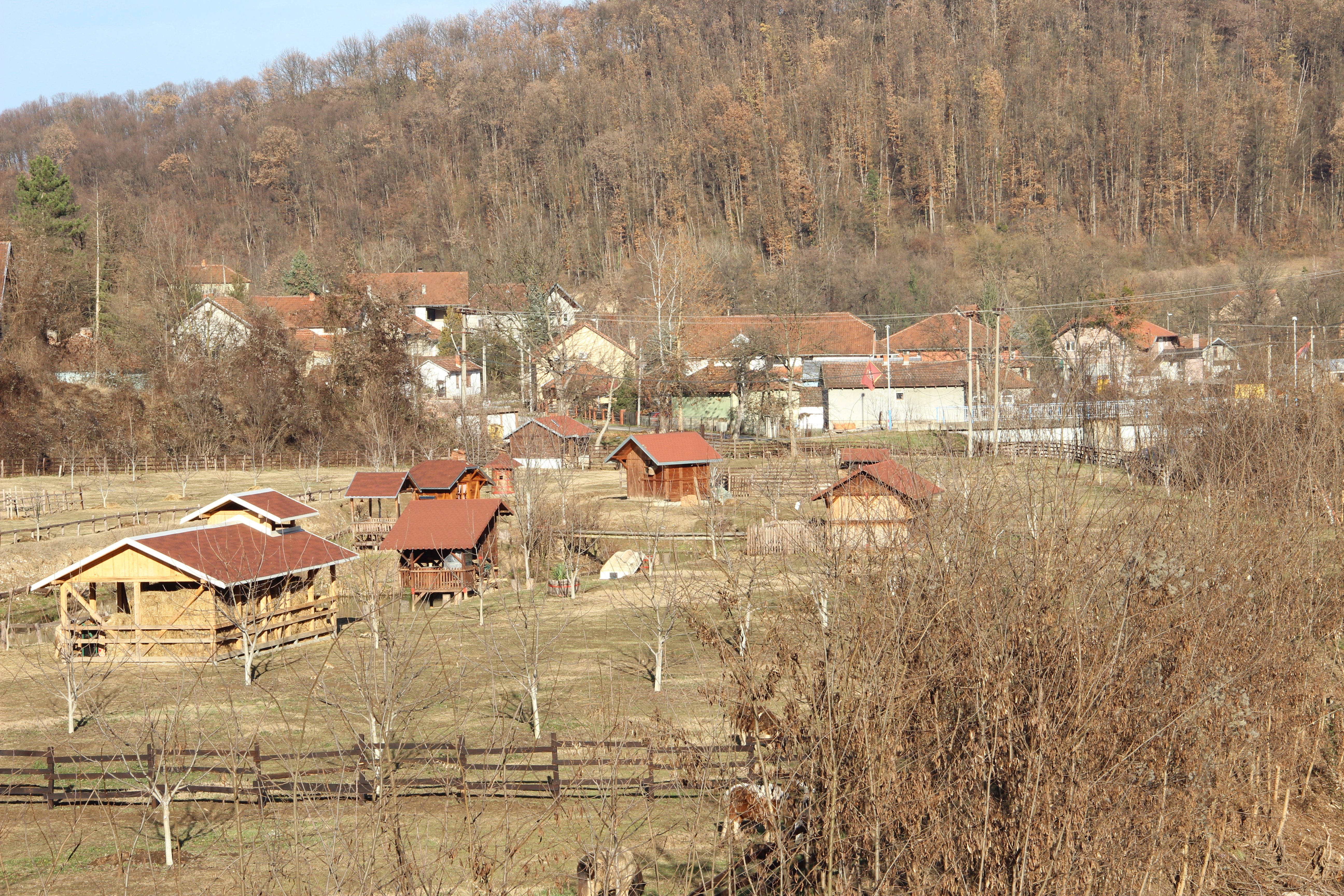
Sedlari - panorama
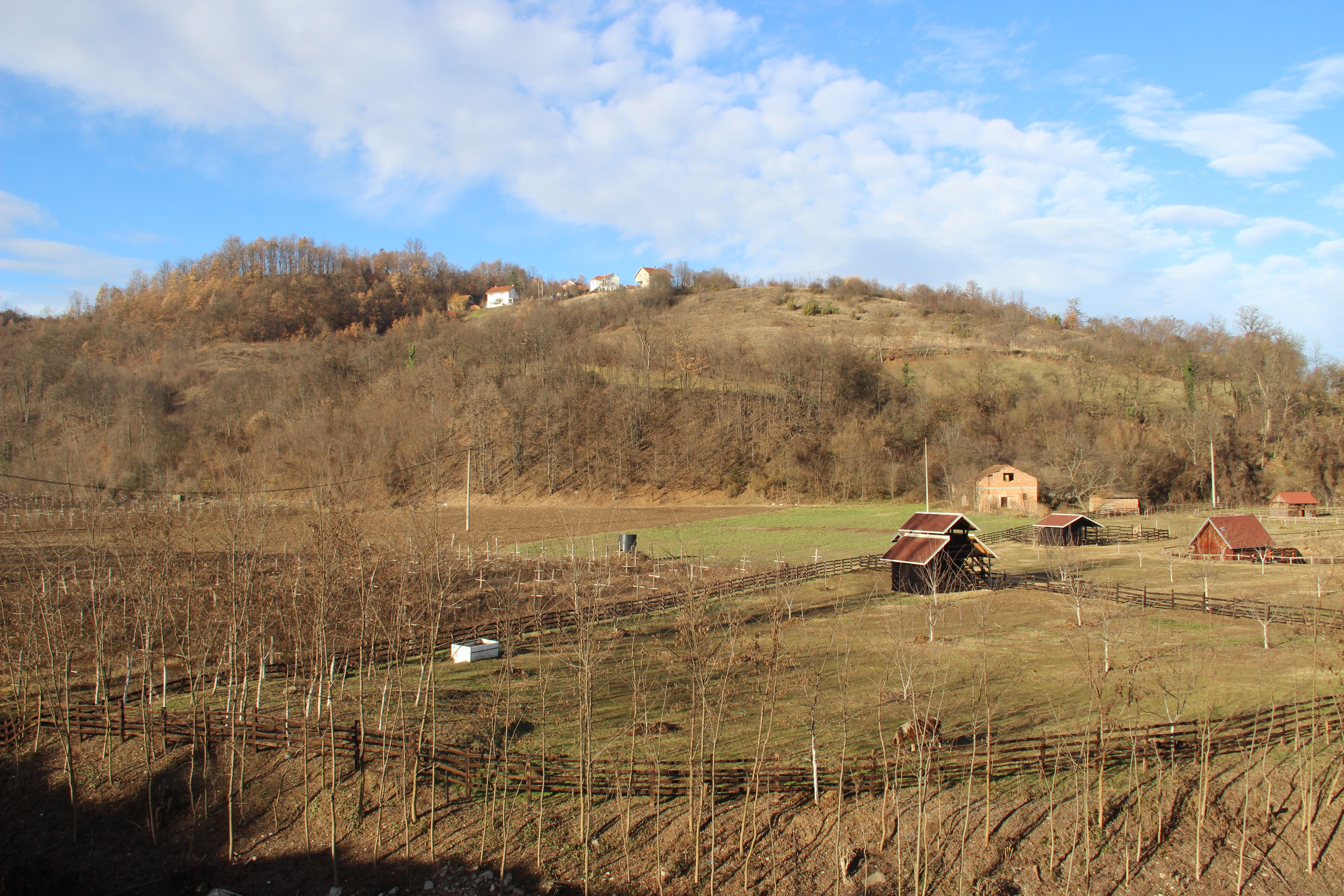
Sedlari - panorama
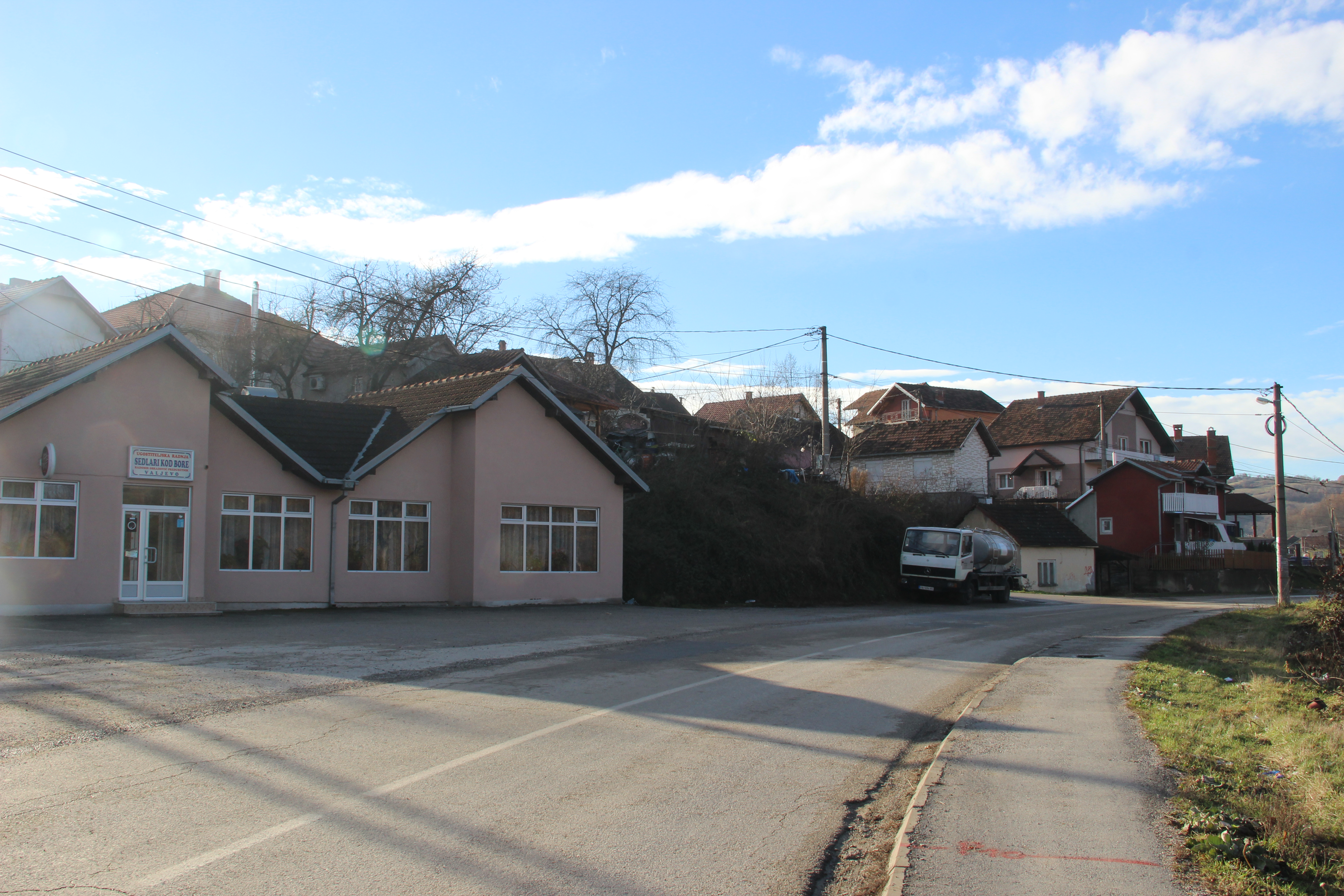
Sedlari - panorama
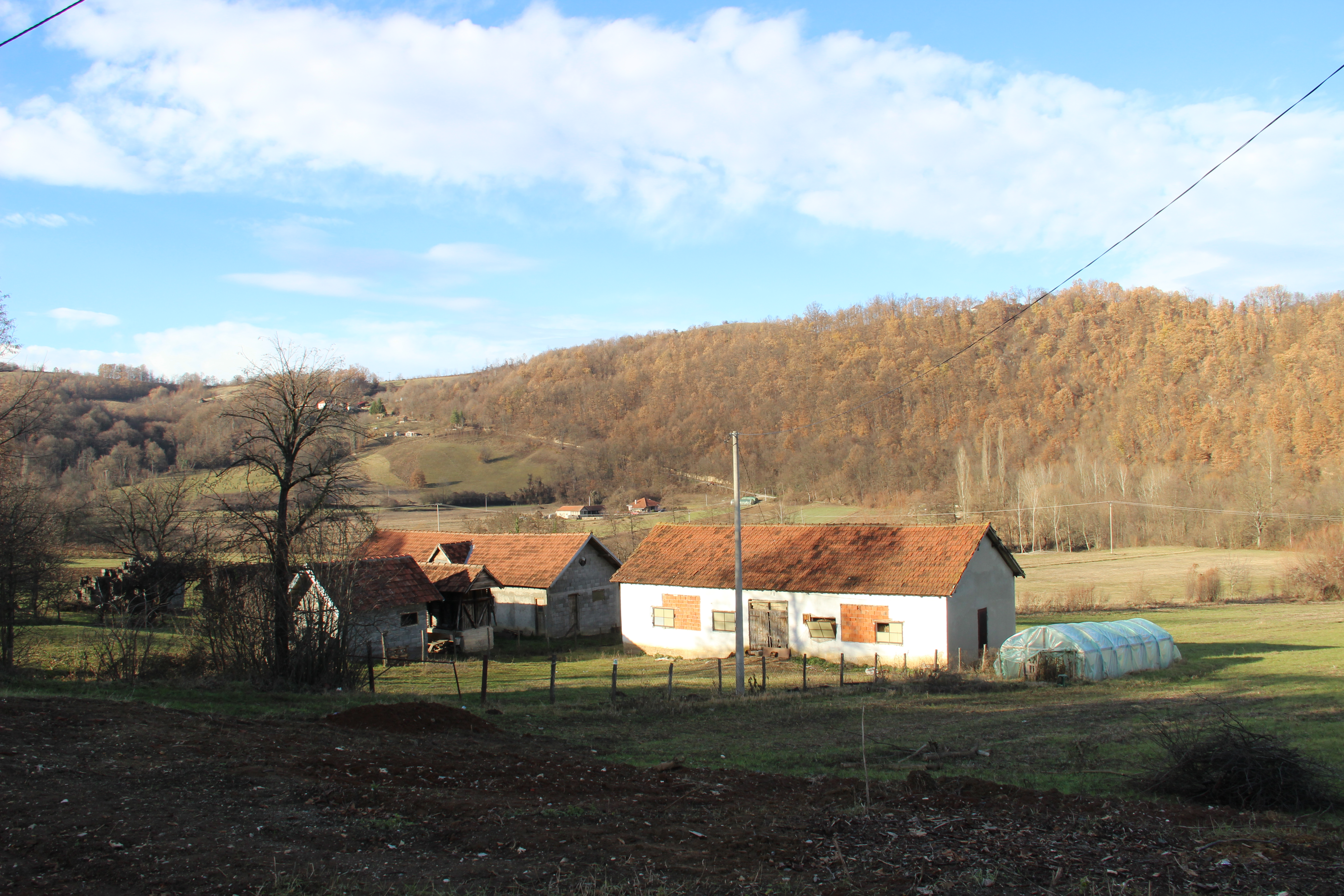
Sedlari - panorama
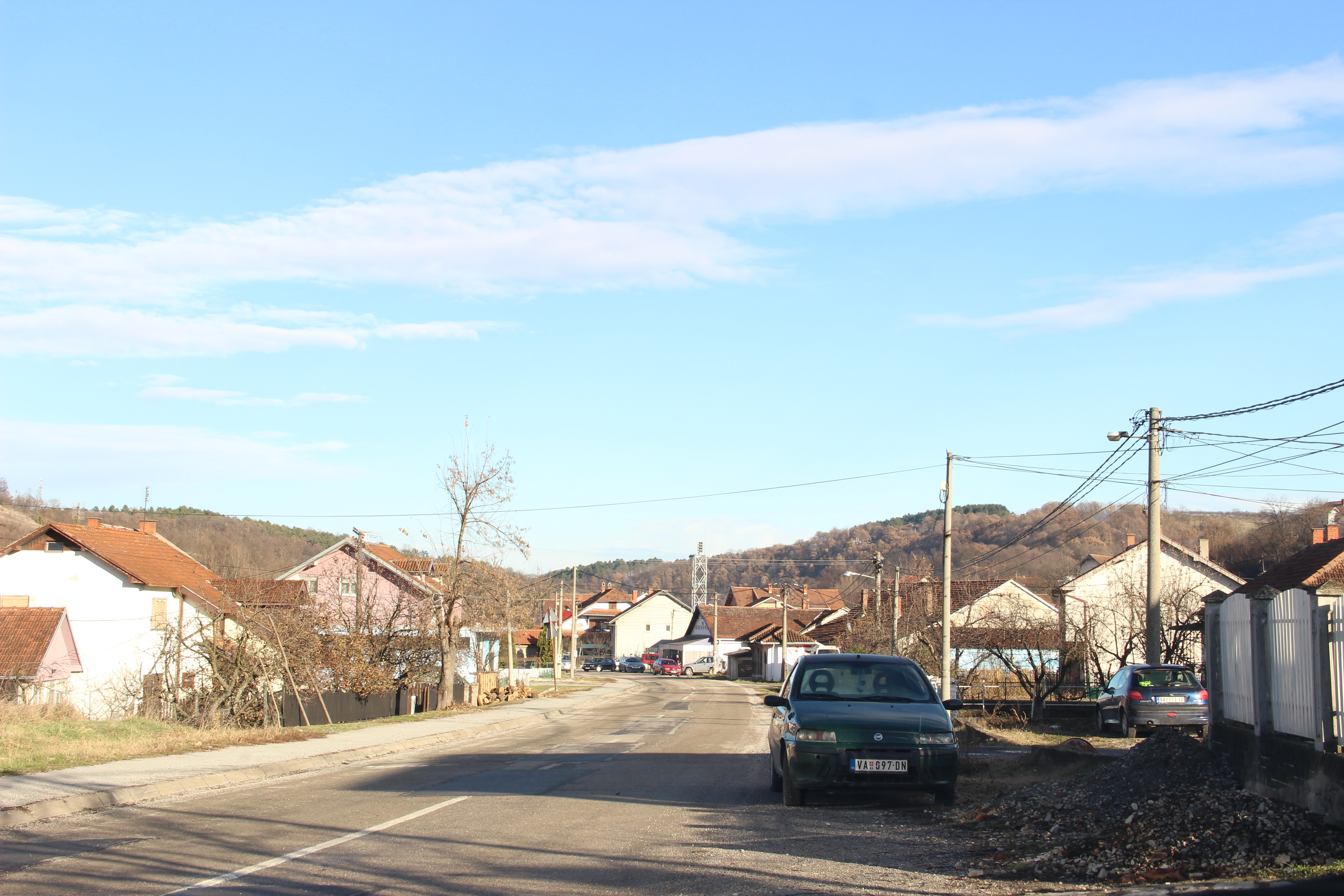
Sedlari - panorama